# Centre d'entraînement commando en forêt équatoriale du Gabon
Le centre d'entraînement commando en forêt équatoriale du Gabon (CEC FOGA) est un centre d'entraînement de l'armée de Terre française situé au Gabon.
Il dépend du 6e bataillon d'infanterie de marine stationné à Libreville.
Le centre en lui-même est une vaste zone de forêt à une trentaine de kilomètres au nord de la capitale, en bordure de mer.

## Missions
La mission du CEC est de contribuer à l'aguerrissement des troupes en mission de courte durée au 6e BIMa et à développer leur accoutumance et leur capacité de survie en forêt équatoriale.
Les stages durent trois semaines réparties en deux modules. Le premier module de deux semaines est réservé à l'instruction, tandis que la troisième semaine est une restitution tactique des savoir-faire à l'occasion d'un raid commando en forêt.
La partie instruction est axée sur :
- le franchissement des pistes (piste individuelle et piste collective Malibé) ;
- le combat jungle ;
- le piégeage ;
- la vie en forêt.

Le parcours de tir en jungle permet de se rendre compte des difficultés réelles du combat en milieu de forêt dense.

## Organisation
Le CEC FOGA ne dispose d'aucune installation « en dur » autres que quelques carbets répartis dans la jungle.
Les instructeurs vivent en permanence à Libreville et ne viennent au CEC que lors des stages.